# Elizabeth Thompson
Elizabeth Thompson (Losanna, 3 novembre 1846 – Gormanston, 2 ottobre 1933) è stata una pittrice britannica.

## Biografia
Elizabeth era la maggiore delle figlie di Thomas James Thompson (1812–1881) e della sua seconda moglie Christiana Weller (1825–1910), sua sorella era la saggista e poetessa Alice Meynell (1847-1922). Della formazione delle due sorelle, contrariamente alle abitudini dell'epoca, non si occupò una governante bensì il padre, un uomo molto appassionato di arte. Dopo aver trascorso gran parte dell'infanzia in Italia  Elizabeth a partire dal 1866 frequentò la Female School of Art, a South Kensington, Londra. 
Nel 1869 la famiglia si trasferì a Firenze e si convertì al cattolicesimo, a Firenze frequentò l'Accademia di Belle Arti.
Le prime opere di Elizabeth furono a tema religioso, come The Magnificat del 1872 nella chiesa di St Wilfrid a Ventnor. Durante un soggiorno a Parigi nel 1870 Elisabeth rimase colpita dalle opere di Édouard Detaille e Jean Louis Ernest Meissonier che raffiguravano con grande realismo scene di battaglia, la sua prima opera in questo genere fu una rappresentazione di una scena della guerra franco-prussiana. 

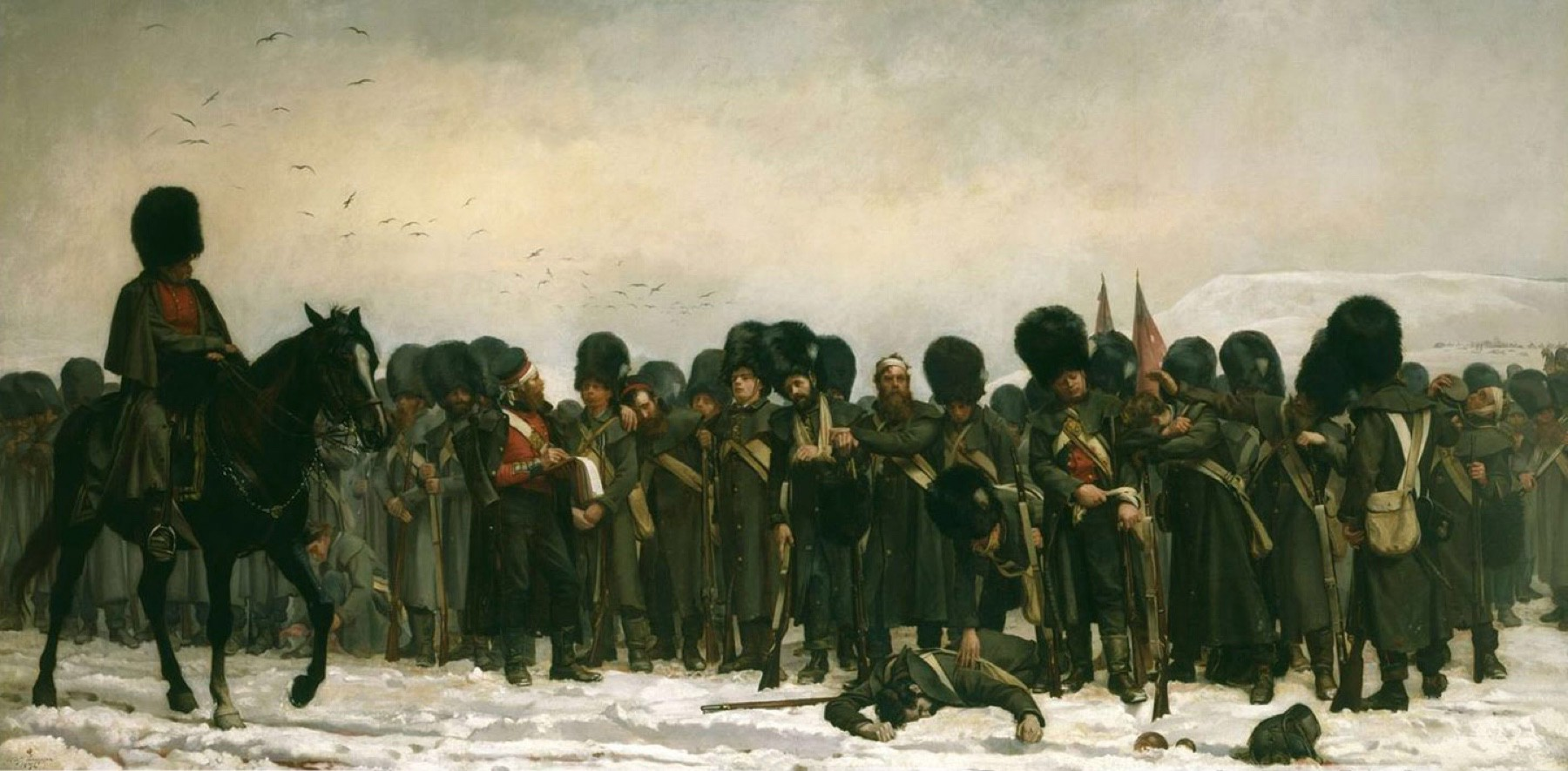
Calling the Roll after an Engagement, Crimea

Una delle sue prime opere, Calling the Roll after an Engagement, Crimea suscitò attenzione presso la Royal Academy of Arts e in brevissimo tempo Elizabeth Thompson divenne una delle pittrici più celebri dell'epoca, i suoi quadri vennero riprodotti in migliaia di copie ma nonostante la fama nel 1879 non riuscì a diventare membro dell'Academy per soli due voti. Ciononostante espose regolarmente le sue opere presso l'Academy fino agli anni '20. 
L'11 giugno del 1877 sposò Sir William Francis Butler, un ufficiale dell'esercito britannico di origine irlandese, il matrimonio e la vita famigliare (ebbero cinque figli) determinarono la fine della sua carriera. A seguito del marito intraprese lunghi viaggi, trascorse parecchio tempo in Egitto e in Palestina. 
Nel 1922 pubblicò un'autobiografia.